# Val Melaina

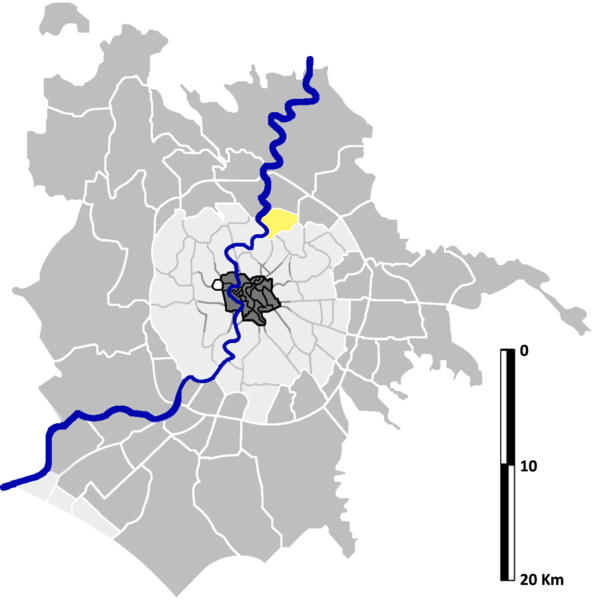
Lage von Val Melaina in Rom

Val Melaina bezeichnet die erste Zone, abgekürzt als Z.I, der italienischen Hauptstadt Rom. Im Gegensatz zu den Rioni, Quartieri und Suburbi sind es die ländlicheren Gebiete von Rom. Sie gehört zum Municipio III und zählt 35.073 Einwohner (2009). Sie befindet sich im Norden der Stadt innerhalb der römischen Ringautobahn A90 und hat eine Fläche von 6,2447 km².

## Geschichte
Val Melaina wurde am 13. September 1961 durch Beschluss des Commissario Straordinario gegründet. Damals wurde der Ager Romanus in 59 Zonen geteilt, denen eine römische Zahl zugeteilt wurde und ein Z vorgestellt wurde. Davon wurden sechs an die neugegründete Gemeinde Fiumicino komplett ausgegliedert und drei weitere teilweise.

## Besondere Orte
- San Frumenzio ai Prati Fiscali
- Santa Maria della Speranza
- Ponte Salario
- Päpstliche Universität der Salesianer

Der Film Fahrraddiebe wurde hier gedreht.